# 텔레비전 센터
텥레비전 센터 (Television Centre)는 영국 런던 서부의 화이트시티에 위치한 건물로, 1960년부터 2013년까지 BBC 텔레비전 본부로 쓰였다. 1960년 6월 29일 공식 개관한 이 건물은 수많은 BBC 프로그램이 촬영되면서 영국 대중들에게 가장 쉽게 인식되는 방송국 건물 중 하나였다. 건물 자체는 영국 지정건축물 2급에 등재되어 있으며 중앙 고리동과 제1스튜디오가 여기에 포함된다. BBC의 전국 TV 라디오 뉴스 방송 대다수 역시 이곳 텔레비전 센터에서 진행됐으며, 텔레비전 녹화 프로그램은 바로 근처의 우드레인 201번지에 위치한 레드 비 미디어 소유의 방송 센터에서 제작되었다. 스튜디오에서 촬영되는 텔레비전 생방송과 국제 스포츠 중계 역시 방송센터로 자리를 넘겨주기 전까지는 텔레비전 센터에서 진행하였다.
2010년 9월 21일, BBC는 오는 2013년에 텔레비전 센터의 방송 송출을 중단하겠다고 발표했다. 2011년 6월 13일에는 텔레비전 센터를 매물로 올리는 절차에 들어갔고, "자유보유권이 보장되는 복합 용도 시설을 찾거나 합작 투자에 관심있는 사람을 대상으로 매입 제의를 받고 있다"며, 일단 건물 자체는 BBC 연계로 남을 것임을 시사했다.
2012년 7월 16일, 텔레비전 센터 단지가 부동산 개발사인 스탠호프 유한회사에게 2억 파운드에 매각되고, BBC는 텔레비전 센터를 상업 계열사인 BBC 스튜디오와 포스트 프로덕션 (BBC 스튜디오웍스), 그리고 BBC 월드와이드용 건물으로 계속 사용할 수 있게 되었다는 보도가 나왔다. BBC 스튜디오와 포스트 프로덕션 (엘스트리 스튜디오로 재이전)은 2015년에 텔레비전 센터로 복귀해 제1스튜디오, 제2스튜디오, 제3스튜디오를 운영할 예정이었으나, 2014년 7월, 전반적인 부지 건설 계획을 보다 효율적으로 진행할 수 있도록 스탠호프 사와 합의하면서, 다른 세입자와 더불어 복귀 시한을 2017년으로 늦추기로 했다. 2015년에는 확장 리모델링이 끝난 제6동의 새 공간에 BBC 월드와이드가 이전해 들어왔다.
BBC 조직개편의 일환으로 라디오와 텔레비전 뉴스보도국은 BBC 라디오 본부가 있는 센트럴런던의 브로드캐스팅 하우스로 이전했다. BBC 뉴스는 2013년 3월 18일 브로드캐스팅의 새 시설로 이전했지만, 대다수 스튜디오 촬영 프로그램은 계속해서 남아 텔레비전 센터를 이용하다가 2013년 3월 31일에 재개발 공사로 공식적으로 문을 닫게 되었다. BBC 텔레비전 센터는 세계에서 가장 큰 방송 시설 중 하나였으며 영국에서 두번째로 오래된 텔레비전 스튜디오였다. 참고로 영국 최초의 스튜디오는 BBC의 주요 경쟁사인 그라나다 텔레비전으로, 수십년간 자리를 지켜왔다.
텔레비전 센터의 리모델링을 맡은 스탠호프 사는 2014년 4월 새로운 텔레비전 센터는 "원래 건물의 용도를 존중"할 것이며 원형 건물 (일명 '도넛'), 물방울 무늬 외벽, 헬리오스 상을 비롯한 옛 건물의 특징들을 그대로 보존할 것이라고 밝혔다. 신 텔레비전 센터는 대중에게 열린 공간으로 엔터테인먼트와 레저 시설을 제공하게 되는데, 회원제 클럽인 소호 하우스의 분점과 크리에이티브 분야를 대상으로 한 1,000개 점포 규모의 사무소가 대표적이다. 또 해머스미스 공원을 비롯해 주변 지역과 연결되어 보행자가 텔레비전 센터에 얼마든지 접근할 수 있도록 만들 예정이다.
텔레비전 센터는 센트럴런던에서 서쪽으로 6km 떨어진 지점에 위치하며 행정구역상으로는 해머스미스 풀럼구에 속해 있다. 가장 가까운 지하철역은 화이트 시티 역과 우드 레인 역이다.

## 같이 보기
- BBC
- 브로드캐스팅 하우스